# 加大單曲
加大單曲（英語：或maxi CD，縮寫常以MCD或CDM表示）是現代音樂產業中的一種單曲發行方式，通常一次會釋出多過A面與B面的兩首歌。

## 卡帶加大單曲
通常以卡式錄音帶形式釋出單曲有兩種形式：錄有兩首歌的傳統形式，以及有超過四首歌的加大單曲形式（通常是混音）。這種做法是在1980年代開始施行的。
例如黛比·吉布森在1987年由大西洋唱片推出的〈走出憂鬱〉，其中就包含了四種版本的混音。〈走出憂鬱〉被包裝在12" × 3"的卡式加大單曲長盒中。而後來大多數的加大單曲都是以一般的卡式盒規格發行。

## CD加大單曲
當雷射唱片在1990年代初期開始作為流行的單曲格式出現時，歌曲偶爾會同時以兩種CD形式（3英寸或5英寸）釋出作為行銷策略。隨著時代的推進，幾乎每一次加大單曲的發行都在CD形式上。

## 數位加大單曲
數位加大單曲通常是數位下載形式，多數會在其中包含重混版的歌曲。曲目可以根據個人的偏好進行買賣。